# Skirsnemunė

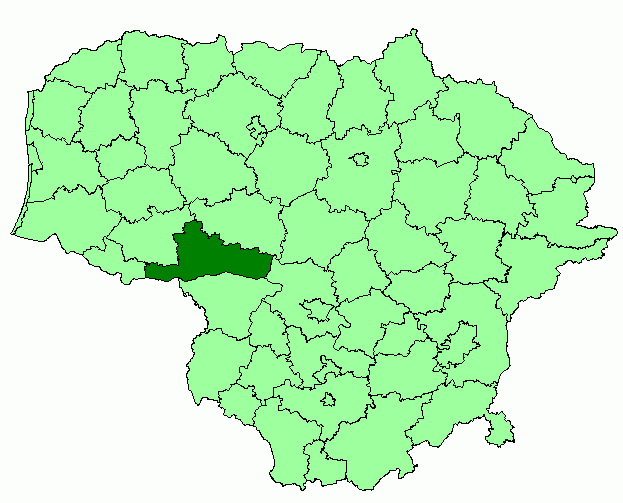

Skirsnemunė ist ein litauisches Dorf am Ufer der Memel. Es ist Zentrum des gleichnamigen Amtsbezirks der Rajongemeinde Jurbarkas. Direkt am Ufer der Memel stand im 14. Jahrhundert die Ordensburg Christmemel. Der litauische Name ist eine Umformung dieses deutschen Namens. Ebenfalls zum Amtsbezirk gehört das Schloss Panemunė (zu deutsch: An/Ob der Memel) im Dorf Pilis I.

## Burg Christmemel
Die Burg Christmemel wird in der Preußischen Chronik (Chronicon Terrae Prussiae) von Peter von Dusburg als eine der ersten Burgen der deutschen Ordensritter auf litauischem Territorium genannt. Nach erfolgreichen Feldzügen in das Land der Litauer im ausgehenden 13. Jh. / Anfang 14. Jh. versuchten die Ordensritter ihren Machtbereich auszudehnen. An der Memel hatten sie die etwa 3 km östlich von Skirsnemunė gelegene ehemalige litauische Festung Bisenė bereits 1283 und erneut 1313 gestürmt (1316 endgültig gestürmt und niedergebrannt). Im selben Jahr 1313 erbauten sie unter Karl von Trier ihre eigene Burg Christmemel. Sie wurde von den Litauern 1315 und 1324 erfolglos angegriffen. 1328 gaben die Ritter die Burg allerdings auf und zogen sich bis 1336 nach Preußen zurück. Ob es im Verlauf des 14. Jhs. noch einmal zu einem Burgbau an gleicher Stelle kam, ist ungewiss. Ab 1344 befand sich am gegenüberliegenden Memelufer, nahe der heutigen Ortschaft Maštaičiai die Bayerburg (bis 1387). Mit dem Sieg der vereinigten litauisch-polnischen Heere in der Schlacht von Tannenberg kam Skirsnemunė nach 1410 unwiderruflich zu Litauen. Von der Burg kündeten noch bis ins 20. Jh. die Überreste zweier Burgberge. Bei einem Memel-Hochwasser 1946 wurden sie endgültig eingeebnet.

## Geschichte
Der heutige Ort Skirsnemunė wird erstmals im 16. Jahrhundert erwähnt, 1523 eine hölzerne Kirche. 1792, kurz vor der zweiten Teilung Polen-Litauens, erhielt Skirsnemunė vom polnischen König Stanislaus II. August die Stadtrechte verliehen, die allerdings mit der russischen Machtübernahme 1795 wieder aberkannt wurden. Die heutige neogotische St.-Georgs-Kirche stammt von 1903.

## Gasthof von Šilinė
Etwa 2 km östlich des Ortes liegt der Gasthof von Šilinė aus dem 18. Jh. Er gehörte früher zu den Adelsgütern des Schloss Panemunė und später Kliučikas und ist eines der ältesten erhaltenen nicht kirchlichen Bauwerke im ländlichen Raum Litauens. Im Ersten Weltkrieg wurde das Gasthaus als Lazarett genutzt; unweit befindet sich ein deutscher Soldatenfriedhof. Heute sind dort die Verwaltung des Regionalparks und eine kleine Ausstellung zum Fischfang auf der Memel untergebracht.

## Regionalpark Panemuniai
In der Verwaltungsgemeinschaft Skirsnemunė, in Šilinė, befindet sich die Direktion vom Regionalpark Panemuniai.

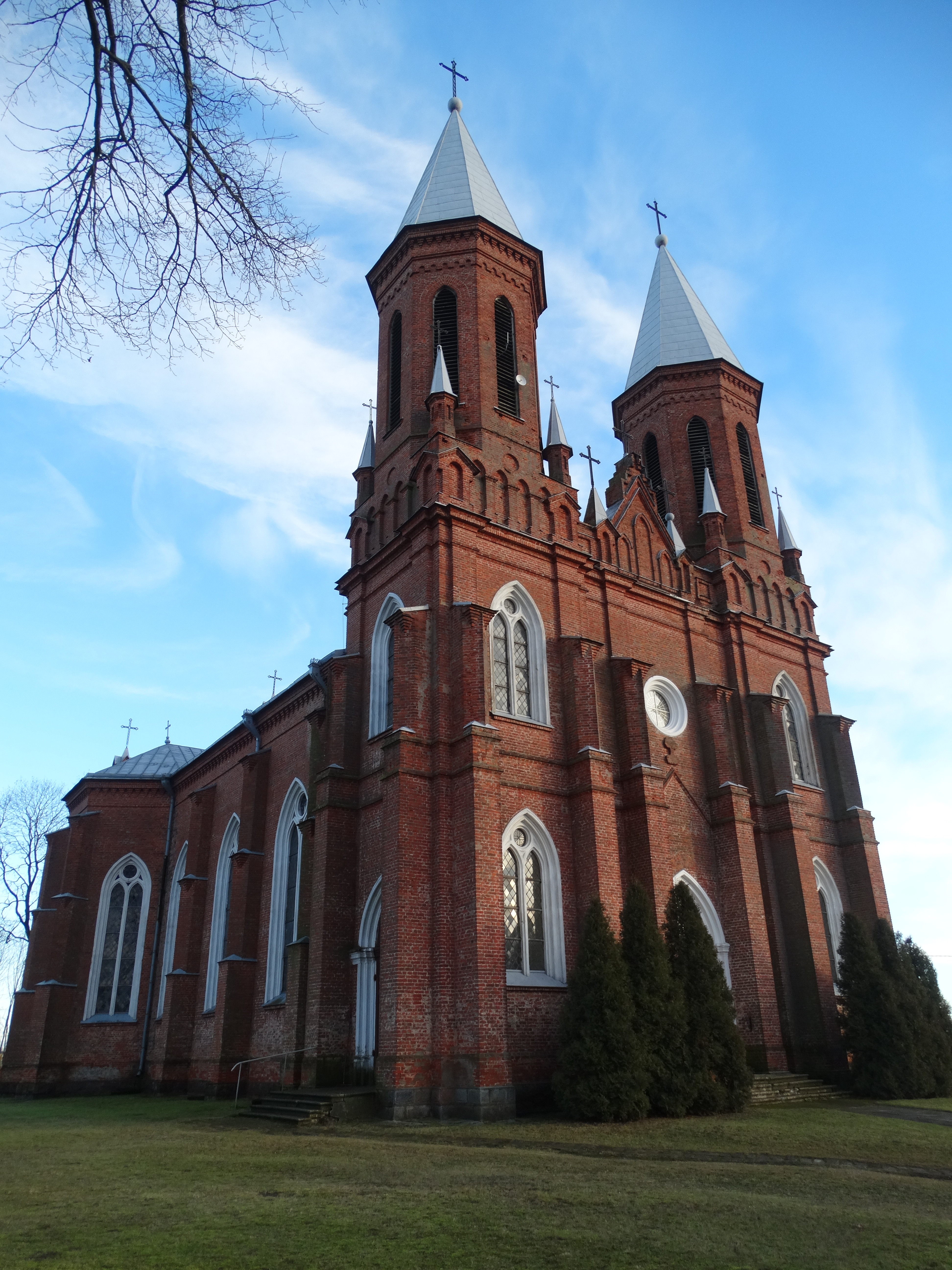
St.-Georg-Kirche in Skirsnemunė, erbaut 1903
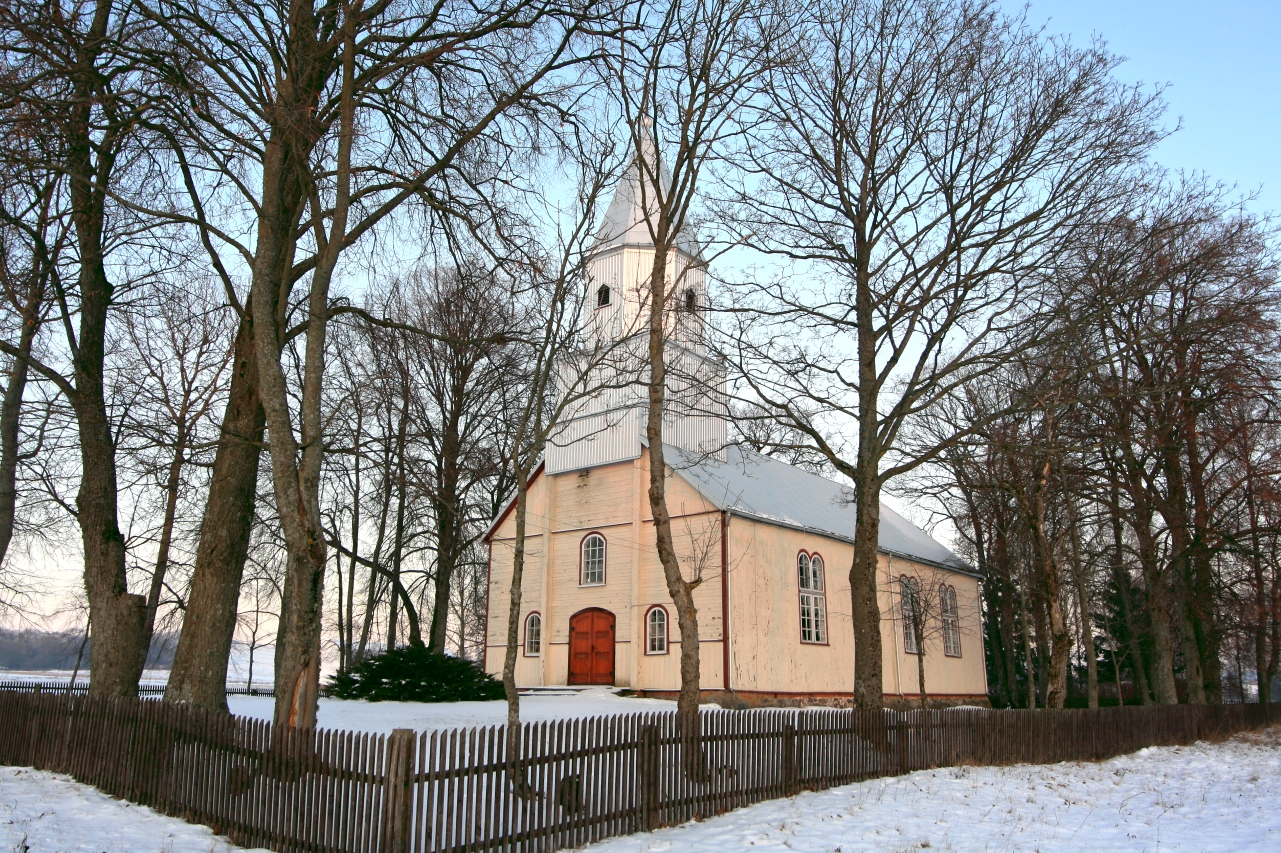
Evangelisch-Lutherische Kirche in Skirsnemunė, erbaut 1849
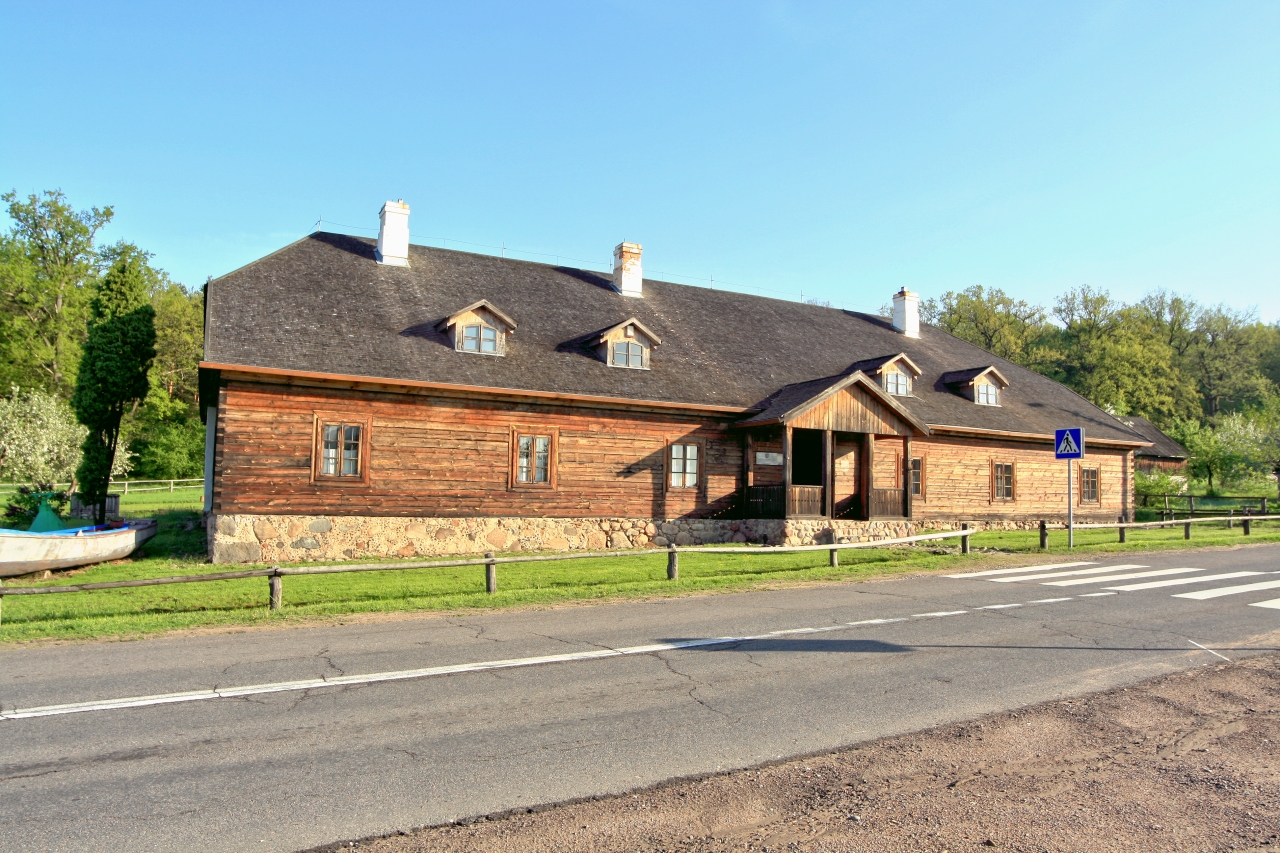
Gasthof von Šilinė